# Palaeeudyptes gunnari
Palaeeudyptes
Genre
Espèce
Palaeeudyptes gunnari est une espèce fossile de manchots dans le genre fossile Palaeeudyptes, de la famille des Spheniscidae, dans l'ordre des Sphenisciformes.

## Classification
Le genre Palaeeudyptes est décrit en 1859 par le paléontologue Thomas Henry Huxley,.
L'espèce Palaeeudyptes gunnari est décrite en 1905 par le paléontologue Carl Wiman,.

## Description
Palaeeudyptes gunnari était un peu plus petit que son congénère Palaeeudyptes antarcticus découvert en Nouvelle-Zélande, mesurant entre 110 et 125 cm de haut, soit approximativement la taille du manchot empereur actuel. Il est connu à partir de dizaines d'os fossiles provenant de strates de l'Éocène moyen ou supérieur (34-50 Millions d'années) de la Formation de La Meseta sur l'Île Seymour, en péninsule Antarctique.
Initialement, il a été décrit comme un genre distinct, Eosphaeniscus. Cependant, cela était basé sur un seul tarsométatarse altéré et cassé. Un meilleur matériel récupéré plus tard a montré que l'espèce appartient au genre actuel.

## Découverte majeure
En 2020 une peau fossilisée de Palaeeudyptes gunnari vielle de 43 millions d'années fut découverte sur l'île Seymour par une équipe argentine. Il s'agit d'une aille droite ou sur les os il y a des restes partiels de peau.

### Publications originales
- [1859] (en) Thomas Henry Huxley, « On a fossil bird and a fossil cetacean from New Zealand », Quart. Jour. Geol. Soc. London, vol. 15,‎ 1859.
- [1905] (de) Carl Wiman, « Vorlaufige Mitteilung uber die alttertiaren Vertebraten der Symourinsel », Bulletin of the Geological Institution of the University of Upsala, vol. 6,‎ 1905.